# Attention, on va s'fâcher !
Pour plus de détails, voir Fiche technique et Distribution.
Attention, on va s'fâcher ! (titre original : …altrimenti ci arrabbiamo!) est un film italo-espagnol réalisé par Marcello Fondato et sorti en 1974.

## Synopsis
Ayant gagné une course de stock-car, Toto et Ben remportent un superbe Buggy. Mais, peu après, des malfrats détruisent la voiture. Toto et Ben rendent visite au chef de la bande pour réclamer réparation, celui-ci envoie ses hommes de main dont Ben ne fait qu'une bouchée. Le chef décide finalement de faire appel à un tueur à gages pour éliminer les deux compères.

## Fiche technique
- Titre original : ...altrimenti ci arrabbiamo!
- Réalisation : Marcello Fondato
- Scénario : Vincente Goello, Jesús R. Folgar, Marcello Fondato et Francesco Scardamaglia
- Directeur de la photographie : Arturo Zavattini
- Montage : Sergio Montanari et Alfonso Santanaca
- Musique : Guido et Maurizio de Angelis
- Production : Mario Cecchi Gori
- Genre : Comédie
- Pays :  Italie /  Espagne
- Durée : 101 minutes
- Date de sortie :
  - Italie : 29 mars 1974
  - Allemagne de l'Ouest : 19 avril 1974
  - Espagne : 19 août 1974
  - France : 21 août 1974 (sortie en salles)[1], 24 août 2010 (sortie en DVD)

## Distribution
- Terence Hill (VF : Dominique Paturel) : Toto (Kid en VO)
- Bud Spencer (VF : Claude Bertrand) : Ben
- John Sharp (VF : Jean-Henri Chambois) : le Boss
- Donald Pleasence (VF : Philippe Dumat) : le Docteur
- Paty Shepard : Liza
- Deogracias Huerta (VF : Roger Rudel) : Attila
- Manuel de Blas : Paganini
- Luis Barbero (VF : Paul Villé) : Jeremias
- Emilio Laguna (VF : Serge Lhorca) : le Chef d'orchestre

## Autour du film
- Dans ce film, la première scène de bagarre n'arrive qu'à la 41e minute.
- Exceptionnellement dans cette nouvelle réunion du duo Hill-Spencer, l'acteur-cascadeur Riccardo Pizzuti n'apparaît pas.
- Dans la version française, Claude Bertrand, doublant Bud Spencer, prononce la phrase « Quand faut y aller, faut y aller. ». Le duo Hill-Spencer interprétera plus tard un film intitulé ainsi lors de sa sortie en France.
- Toutes les cascades en voiture et moto ont été créées et exécutées par Remy Julienne.
- Un problème de droits empêcha la diffusion du film en France que ce soit à la télévision ou sur support vidéo pendant de nombreuses années. il fallut attendre 2010 pour le voir enfin paraitre sur DVD, soit quasiment vingt ans après sa publication initiale en VHS.
- Certaines scènes du film, notamment le garage, sont tournées à Madrid au bord de la rivière Manzanares dont on aperçoit le Pont de Tolède (es) en arrière-plan à plusieurs reprises.